# Abe Masatsugu
Abe Masatsugu (阿部 正次?; 1569 – 10 dicembre 1647) fu un daimyō giapponese del periodo Edo, capo del clan Abe.

## Biografia
Abe Masatsugu era il figlio maggiore di Abe Masakatsu, uno dei servitori ereditari di Tokugawa Ieyasu. Nato nel Mikawa, nel 1600, alla morte del padre, divenne capo del clan Abe ed ereditò un feudo di 5.000 koku a Hatogaya (Musashi). Divenne guardiano del castello di Fushimi e si schierò con i Tokugawa durante la battaglia di Sekigahara.
Nel 1610 fu trasferito a Kanuma (Shimotsuke). Si distinse come generale l'assedio di Osaka, prendendo il maggior numero di teste nemiche di qualsiasi altro generale di Ieyasu. Fu premiato con il rango di daimyō nel 1617 quando gli fu assegnato il feudo di Ōtaki (30.000 koku) a Kazusa. Nel 1619, in seguito alle disgrazia del clan Ōkubo, fu riassegnato al dominio di Odawara (50.000 koku) nella provincia di Sagami. Nel 1623 fu nuovamente riassegnato, questa volta nel dominio di Iwatsuki (55.000 koku) nella provincia di Musashi, dove i suoi discendenti rimasero per le generazioni successive.
Fu nominato rōjū dallo shōgun Tokugawa Iemitsu dal 1623 al 1626, anno in cui prese la carica di Osaka Jodai, posizione che mantenne per i successivi 22 anni fino alla sua morte, e che ha aumentò le sue entrate a 86.000 koku. Nel 1637 svolse un ruolo principale nella repressione della rivolta di Shimabara. Nel 1638 divise i suoi possedimenti tra i suoi figli Abe Shigetsugu (46.000 koku) e Abe Masayoshi (10.000 koku), pur mantenendo i restanti 30.000 koku per se stesso.
Masatsugu morì a Osaka nel 1647, e la sua tomba si trova presso il tempio Zōjō- ji nello shiba di Tokyo